# Baião de Princesas
O Baião de Princesas é uma festividade popular recorrente em terreiros de Tambor de Mina, em especial na Casa Fanti-Ashanti, tendo se originado no antigo Terreiro do Egito. 
Celebrado em 13 de dezembro, data que a tradição católica dedica a Santa Luzia, o ritual visa a celebrar as princesas e outras entidades femininas veneradas pelo culto de Mina, que, na ocasião, se fariam presentes entre os fiéis, incorporadas nas vodunces. 
Teoriza-se que a festividade tenha se originado das brincadeiras de roda promovidas pelas tobossis (entidades infantis femininas) nos antigos terreiros de Mina da capital maranhense. 
O ritual está associado a uma farta tradição musical, composta de pequenos cânticos entoados por um solista e acompanhados em uníssono pelos demais presentes . Os estribilhos são geralmente acompanhados por pandeiros, violas e violões, para além das castanholas, usadas pelas vodunces quando incorporadas pelas entidades. 
Incorporadas, as princesas vestem-se com um xale de miçangas semelhante ao antigamente usado pelas tobossis da Casa das Minas, o que reforça a teoria de que o baião de princesas seja uma ressignificação do culto a essas entidades infantis, extinto com a morte das últimas vondúnsi-gonjaí, únicas capazes de as incorporar.